# كون كيني
كون كيني (بالإنجليزية: Con Kenney)‏ هو لاعب كرة قدم أسترالي، ولد في 21 يونيو 1896، وتوفي في 17 فبراير 1959.

## وصلات خارجية
- كون كيني على موقع AustralianFootball.com (الإنجليزية)
- كون كيني على موقع AFLtables.com (الإنجليزية)